# チェリャビンスク
チェリャビンスクまたはチェリャービンスク（ロシア語: Челя́бинск；ラテン文字転写：Chelyabinsk  発音）は、ロシア連邦の都市。人口は約118万人（2021年）。ウラル山脈東麓、ミアス川沿いに位置する。チェリャビンスク州の中心都市で、重工業が盛んである。チェリャビンスク駅はシベリア鉄道の正式な起点。

## 歴史
1736年にチェリャバ要塞が現在のチェリャビンスクの場所に建設された。この地名は、ウラル地方に住むテュルク系民族の言葉であるチェリャビ（高貴な）からきている。この要塞は行政の中心であると同時にテュルク系民族に対する軍事拠点でもあり、エメリヤン・プガチョフの反乱軍との戦闘の舞台にもなった。1781年には市の地位を得た。
ヨーロッパとアジアの境界となるウラル山脈の東にあり、かつてはロシアの辺境の地と見られていたが、1891年にシベリア鉄道の建設が始まり、シベリアの開発が進むのに合わせて大きく発展した。1913年1月1日の人口は45,000人ほどだった。
1930年代のソビエト連邦の重工業建設により「チェリャビンスク・トラクター工場」や「チェリャビンスク冶金工場」などの大工場が建ち、人口も急速に増加した。いまだ地方の小都市の域を出なかったチェリャビンスクにとっては、第二次世界大戦も拡大の機会となった。1941年に独ソ戦が始まると、ドイツ軍の攻撃にさらされたヨーロッパ・ロシア西部にあったいくつもの大工場がウラル以東へ疎開し、チェリャビンスクにもレニングラードにあったS.M.キーロフ第185工場（1962年にオムスクへ再移転）をはじめとする大きな工場や労働者多数が移転し、T-34戦車やカチューシャ多連装ロケットランチャーなどが製造されるようになった。こうしてチェリャビンスクは「戦車町」（タンコグラード、Танкоград）と呼ばれるようになった。大戦中はグラーグ（強制収容所）があり15,000人以上が鉱山労働や道路建設、住宅建設などに従事し、戦後はドイツ軍捕虜の収容所も建設されている。
また、シベリア抑留を受けた日本人捕虜の収容所（第102収容地区）も設置され、日本人捕虜も強制労働に従事した。

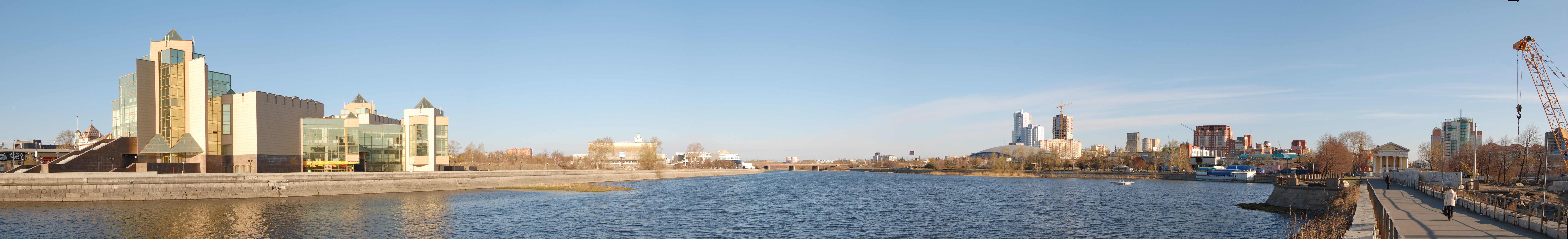
チェリャビンスクとミアス川

1957年にチェリャビンスクから150キロメートル北西にあるオジョルスク市（秘密閉鎖都市のため、当時はチェリャビンスク-65と呼ばれた）のマヤーク核兵器工場で事故が発生し、3万人を越える住民が被曝した。同市には現在もその後遺症が残っている。
2007年8月には上海協力機構の合同軍事演習コード名「ピースミッション2007」が行われた。
2013年2月15日、チェリャビンスク州に隕石が落下し、この衝撃波により市内だけでも3300棟の建物が被害を受け、被害総額は10億ルーブル（約31億円）を上回る見込み。

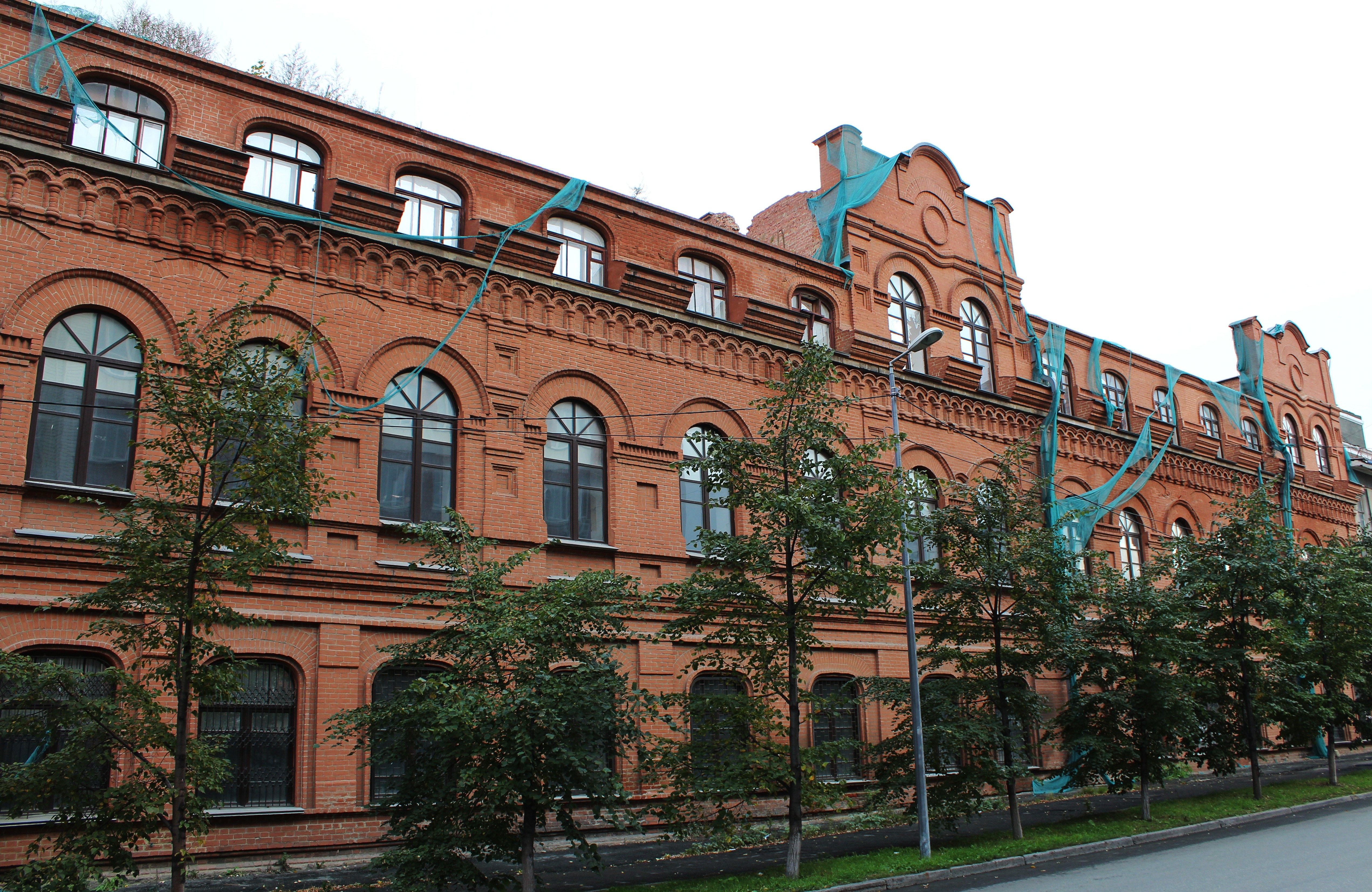
クズネツォフのお茶の工場
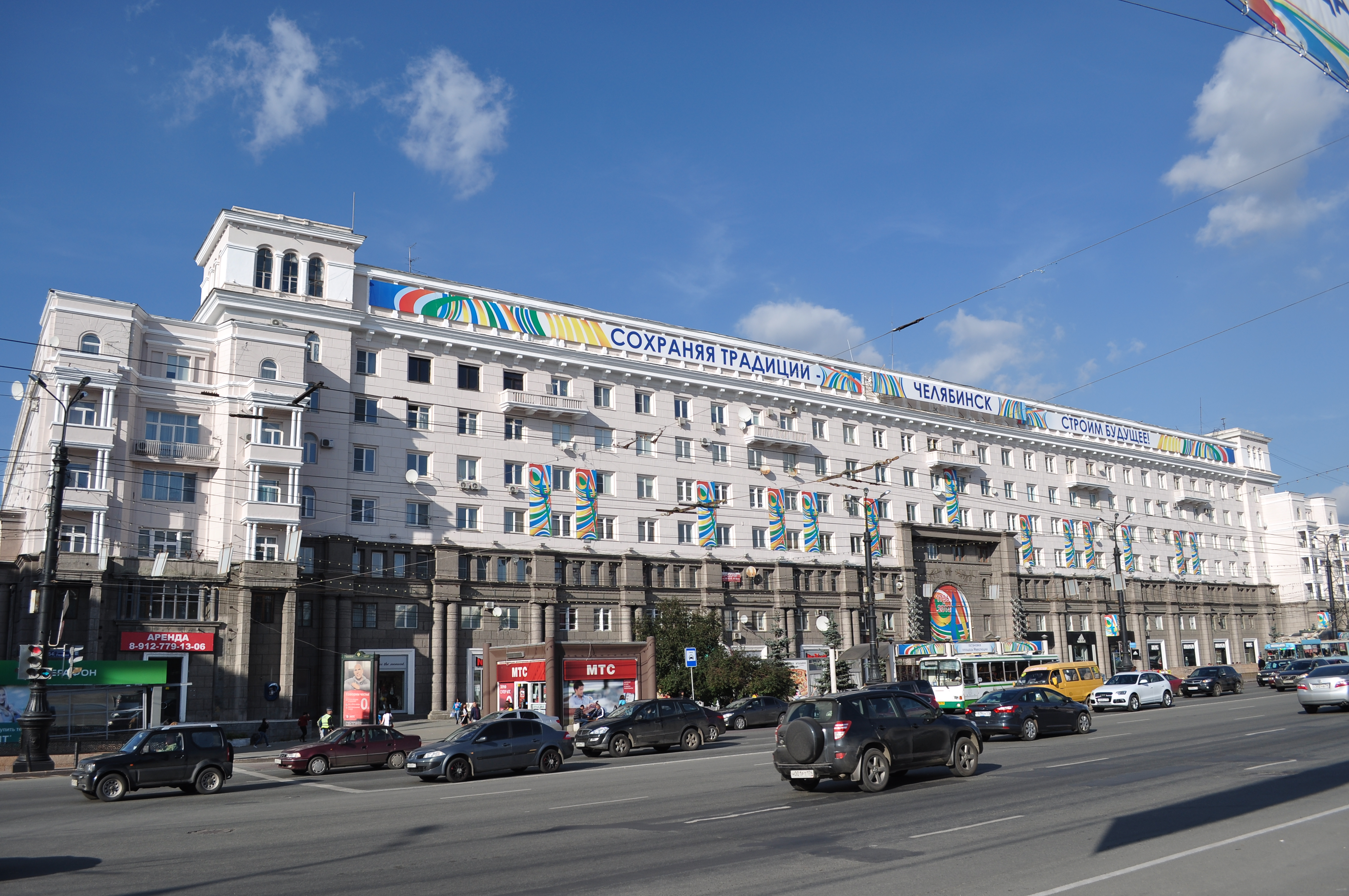
ソビエト時代の集合住宅（1938年）
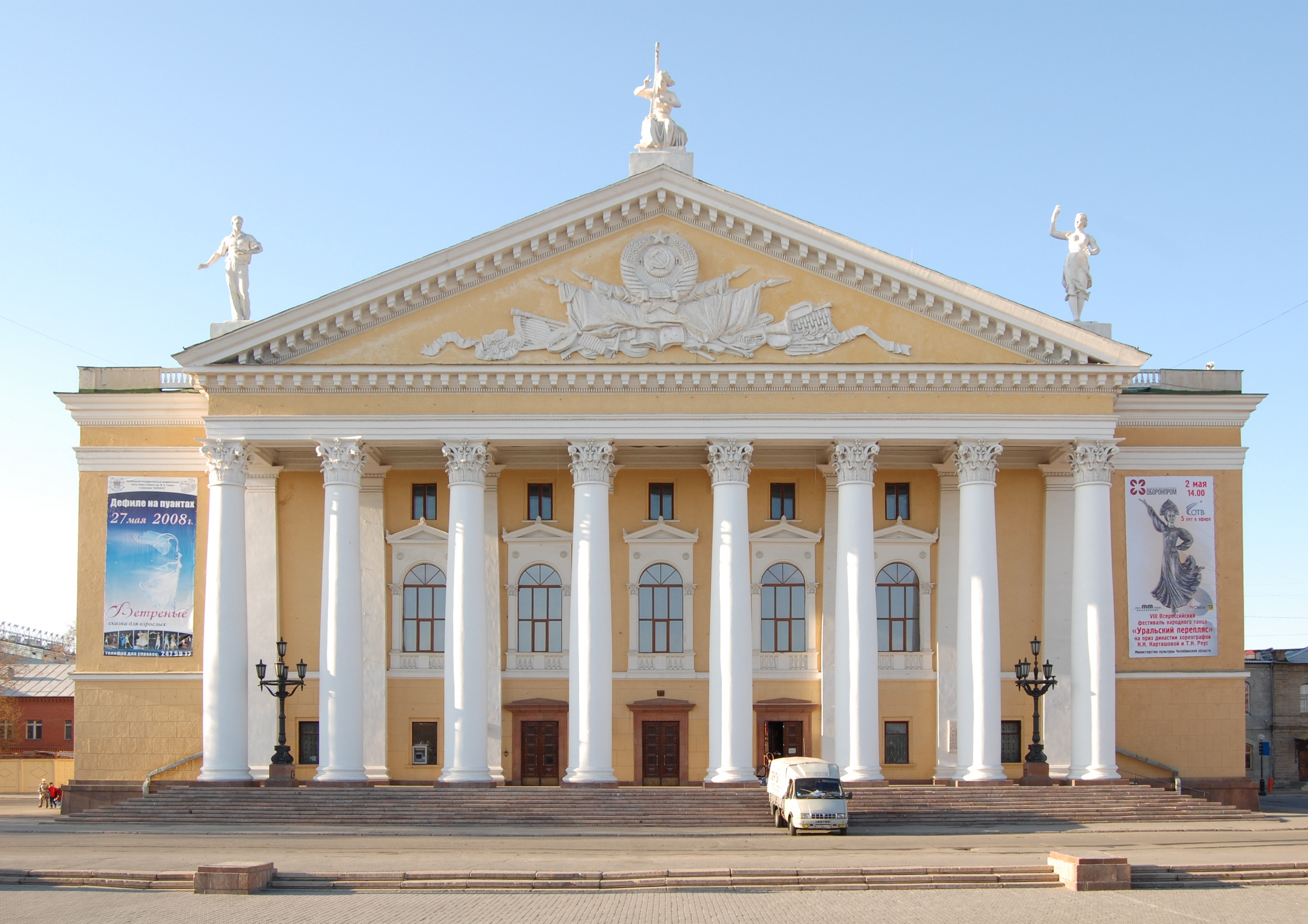
チェリャビンスク・オペラ劇場
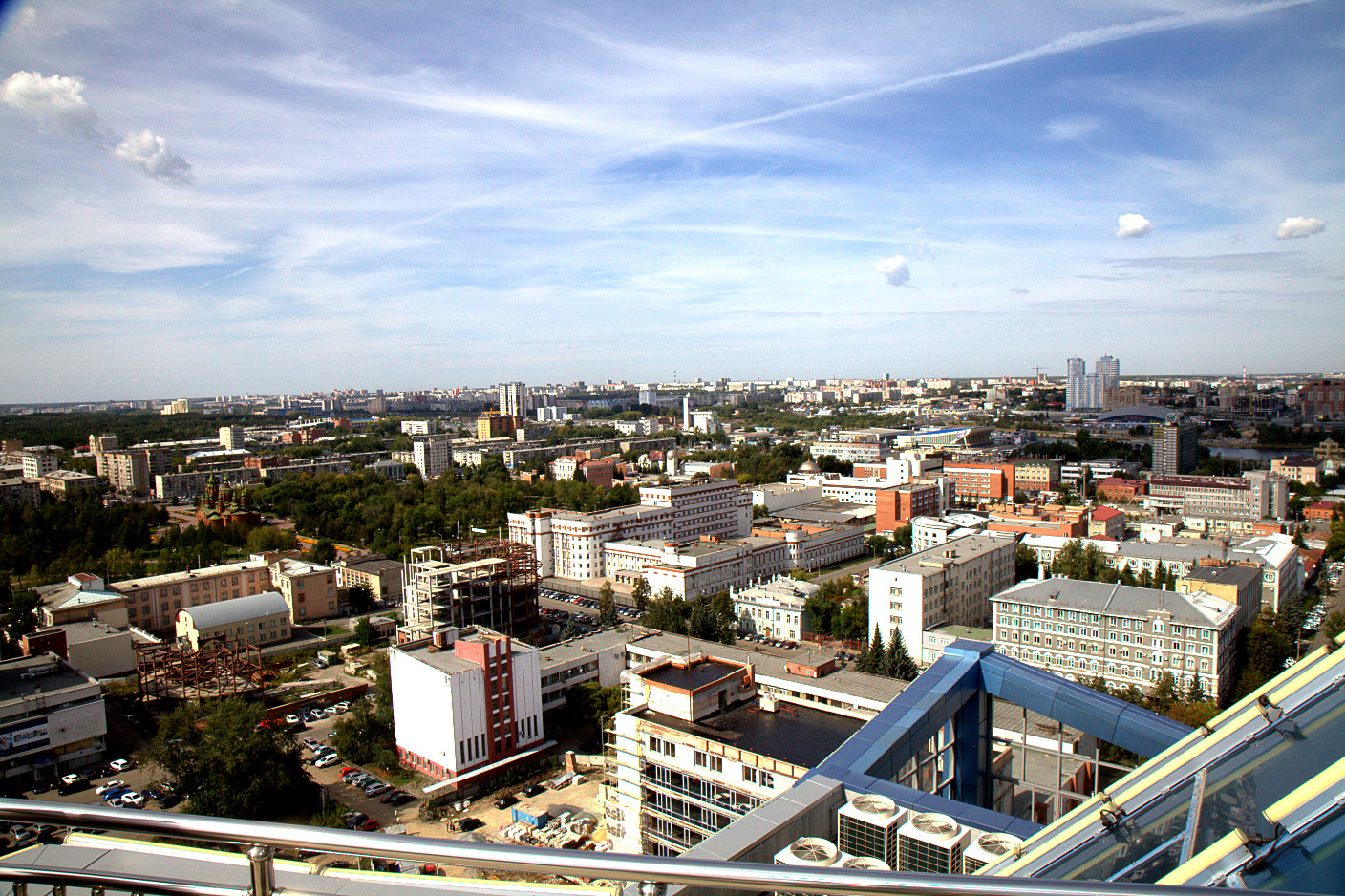
市内の風景

## 名所
19世紀末以前は小さな町だったため、それ以前の建物は少ない。歴史のある建物としては革命広場の劇場（1903年建設）、1915年に完成した旧アレクサンドル・ネフスキー聖堂（現在はオルガンを使ったコンサートホール）などがある。革命広場付近には古い河港、歩行者専用のキーロフ通り、野外彫刻のある長い通り、繁華街などが集中する。
市内は縦横に片道4車線以上の大通りが交差し、まっすぐに郊外へ伸びている。郊外には多くの湖がありチェリャビンスクを取り囲んでいる。湖畔にはサナトリウムや別荘などが散在する。近くのウラル山脈には大きな自然保護区もある。

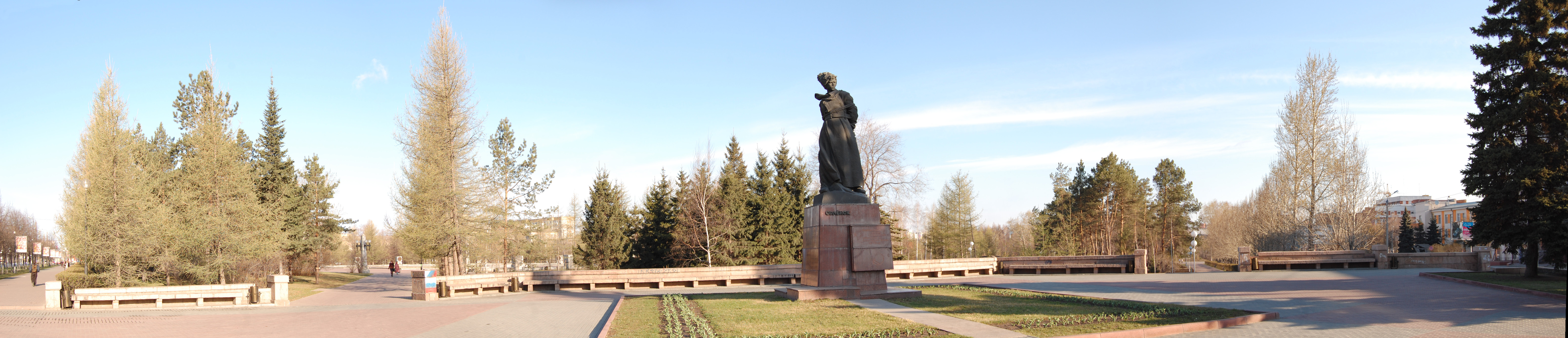
オリョーノク記念碑、大戦中の少年兵らを記念する

## 経済
チェリャビンスクはロシア最大級の重工業都市であり、特に金属工業と機械工業が盛んである。主な工場には、チェリャビンスク冶金コンビナート (Chelyabinsk Metallurgical Combinate, CMK, ChMK)、チェリャビンスクトラクター工場 (CTZ, ChTZ)、チェリャビンスク電極工場 (CHEZ)、チェリャビンスク鋼管工場 (CHTPZ) などがある。
チェリャビンスクにはメトラン (Metran)、ザヴォード・エレクトロマシナ (Zavod Electromashina) などの電子工場もあり、民生品や軍需品を開発している。

## 教育

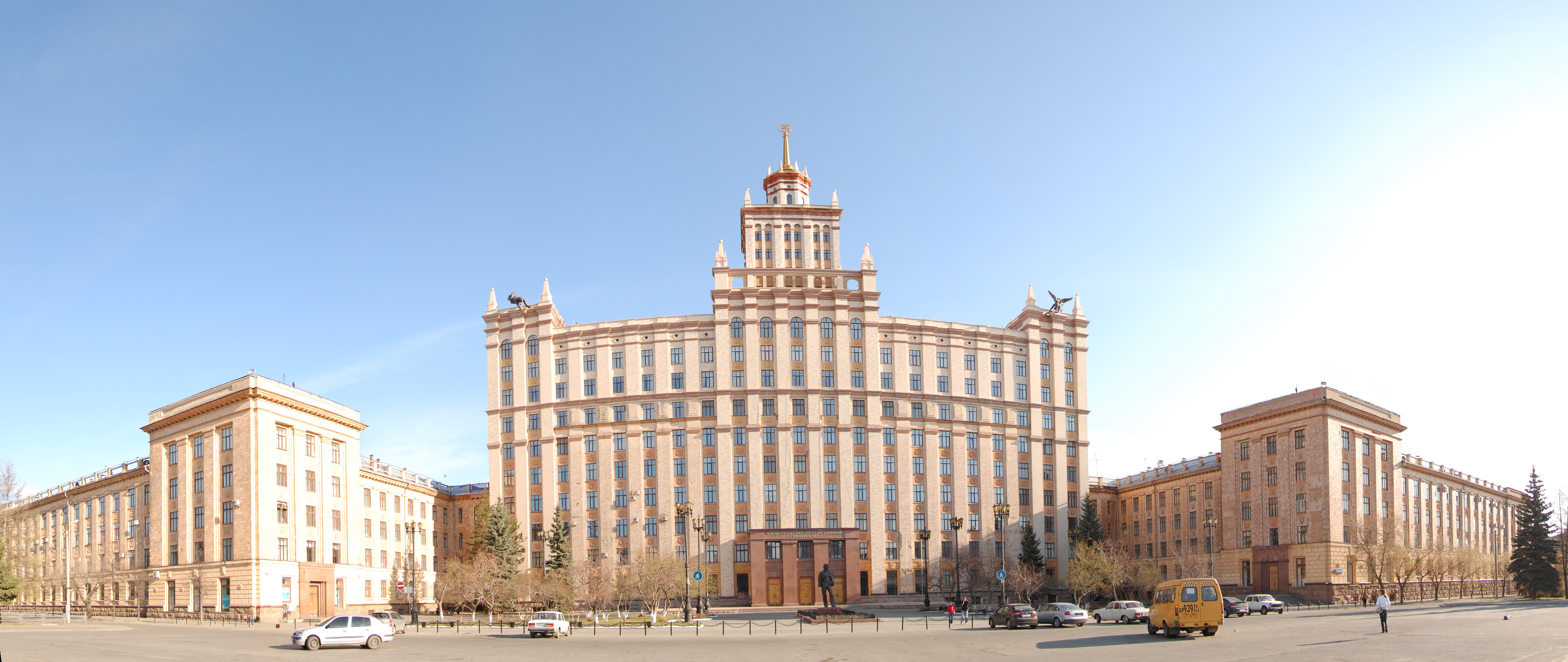
南ウラル国立大学

チェリャビンスクには1934年にチェリャビンスク師範大学が開学して以来、10以上の大学が開かれた。主な大学には南ウラル国立大学、チェリャビンスク大学、チェリャビンスク医科大学がある。その他20以上の研究所もある。
革命広場にあるオペラ劇場のほか、バレエ劇場、人形劇場など市内に4つ劇場があり、そのほか交響楽団、博物館、美術館、テレビセンターがある。

## 交通

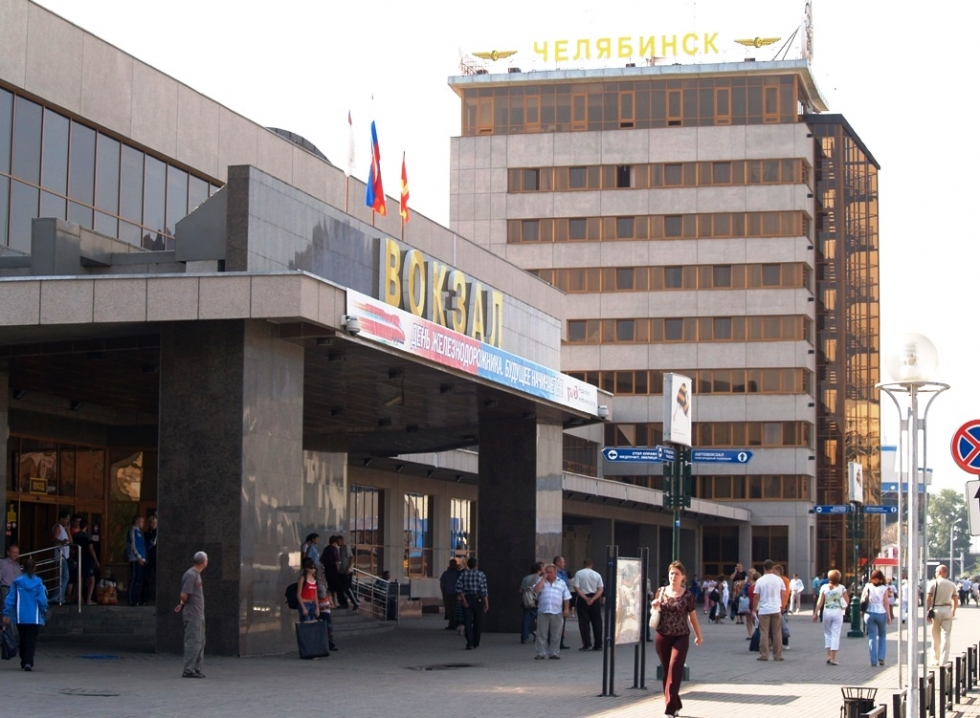
チェリャビンスク駅の出入口

チェリャビンスク駅はシベリア鉄道の正式な起点である。
1932年開業の路面電車（チェリャビンスク市電）、および1942年開業のトロリーバスが市内を走る。
1993年には3路線からなるチェリャビンスク地下鉄の建設が始まった。新オーストリアトンネル工法を用いた建設は財政の関係もありゆっくりと進められている。
チェリャビンスク空港が市街地から約18km北方に位置している。

## 墓地
この地域で最大の仮定（亜鉛）墓地は、チェリャビンスクのクルチャトフスキー地区にあります。亜鉛製品の工場が近くにあるので、町の人々はそれを亜鉛と呼んでいます。その面積は140ヘクタールで、墓地に敷設された路地と小道は100キロメートルの長さです。何年にもわたって、労働者、教師、医師、科学と文化の著名人、主催者、大企業の長など、何千人もの都市住民をその土地に受け入れてきました。
軍装備品の設計者ミハイルバルジ（重戦車IS-3）とセルゲイフB.M.は仮定墓地に埋葬されています。チェリャビンスク地域の調査部長、少将。チェリャビンスクの人々に愛されている芸術家イェフゲニー・アゲエフとレオニード・バルフォロメエフもここで休んでいます。ここにストーリーテラーS.K.があります。ウラソフと作家のマーク・グロスマンは、記憶を残しました。ハトについての素晴らしい本であり、彼はその中の偉大な愛好家でした。「バードジョイ」。チェリャビンスク地域の2人の知事VadimSolovyov（1991-1996）とPyotr Sumin（2005-2011）

## 姉妹都市
- コロンビア、アメリカ合衆国 1995年
- ノッティンガムシャー、イギリス 2000年
- ラムラ、イスラエル 2000年
- ウルムチ市、中国 2004年